# Friedrich Ludwig Jahn

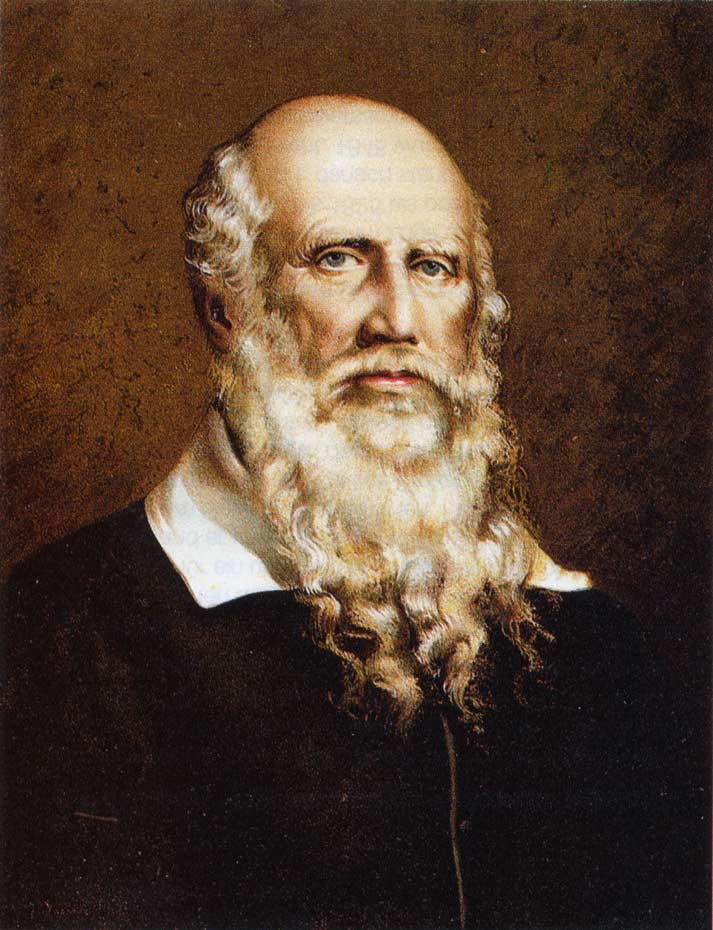
Friedrich Ludwig Jahn. Lithographie von Georg Engelbach, etwa 1852

Johann Friedrich Ludwig Christoph Jahn, bekannt als Turnvater Jahn (* 11. August 1778 in Lanz (Prignitz); † 15. Oktober 1852 in Freyburg (Unstrut)), war ein deutscher Pädagoge, nationalistischer Publizist und Politiker. Er initiierte die deutsche Turnbewegung, die mit der frühen Nationalbewegung verknüpft war, um die deutsche Jugend auf den Kampf gegen die napoleonische Besetzung vorzubereiten. Aus dem von ihm begründeten Turnen ging unter anderem die heutige Sportart Gerätturnen hervor. Zahlreiche Turngeräte wie beispielsweise das Reck und der Barren wurden von ihm eingeführt. 1848 wurde Jahn Mitglied der Frankfurter Nationalversammlung. Er war einer der Ideengeber für die Gründung der Urburschenschaft.

## Leben

### Jugend und Studienzeit
Als Sohn des evangelischen Pfarrers Alexander Friedrich Jahn (1742–1811) und dessen Frau, der Pfarrerstochter Dorothea Sofia, geb. Schultze (* 1751), wurde er zuerst vom Vater unterrichtet. 1791 besuchte er das Gymnasium in Salzwedel (Altmark), das 1931 nach ihm benannt wurde (Jahngymnasium Salzwedel), ab 1794 das Gymnasium zum Grauen Kloster in Berlin, das er zwei Jahre später ohne Abschluss verließ.
Ohne das Abitur immatrikulierte er sich 1796 an der Universität Halle zum Theologie-Studium. Häufig verbarg sich Jahn um 1800 in Halle in einer Höhle in einem Felsen an der Saale, heute als Jahnhöhle bekannt. Jahn trat für die Reinheit der deutschen Sprache ein und verfasste die Schrift Patriotismus in Preußen; daraufhin musste er Halle verlassen und ging nach Breslau. 1800 wurde ihm in Leipzig der Prozess gemacht und ein Verbot für alle deutschen Universitäten ausgesprochen. Von Juli 1801 bis Januar 1802 hielt er sich ohne Immatrikulation an der Brandenburgischen Universität Frankfurt auf.
Insgesamt verbrachte Jahn sieben Jahre an verschiedenen Universitäten, darunter der Universität Greifswald, wo er 1802 Ernst Moritz Arndt begegnete und wo die vaterländische Idee des „Vereinigten Deutschland“ entstand. Nach einigen Jahren als Hauslehrer in Mecklenburg setzte Jahn, der sich inzwischen intensiv mit deutscher Sprache und Geschichte befasste, von 1805 bis 1806 sein Studium an der Universität Göttingen fort. In dieser Zeit verlobte er sich mit Helena Kollhof, die er 1814 heiratete. Das Paar hatte drei Kinder. Jahn gehörte dem Studentenorden der Unitisten an.

### Entwicklung seiner Weltanschauung

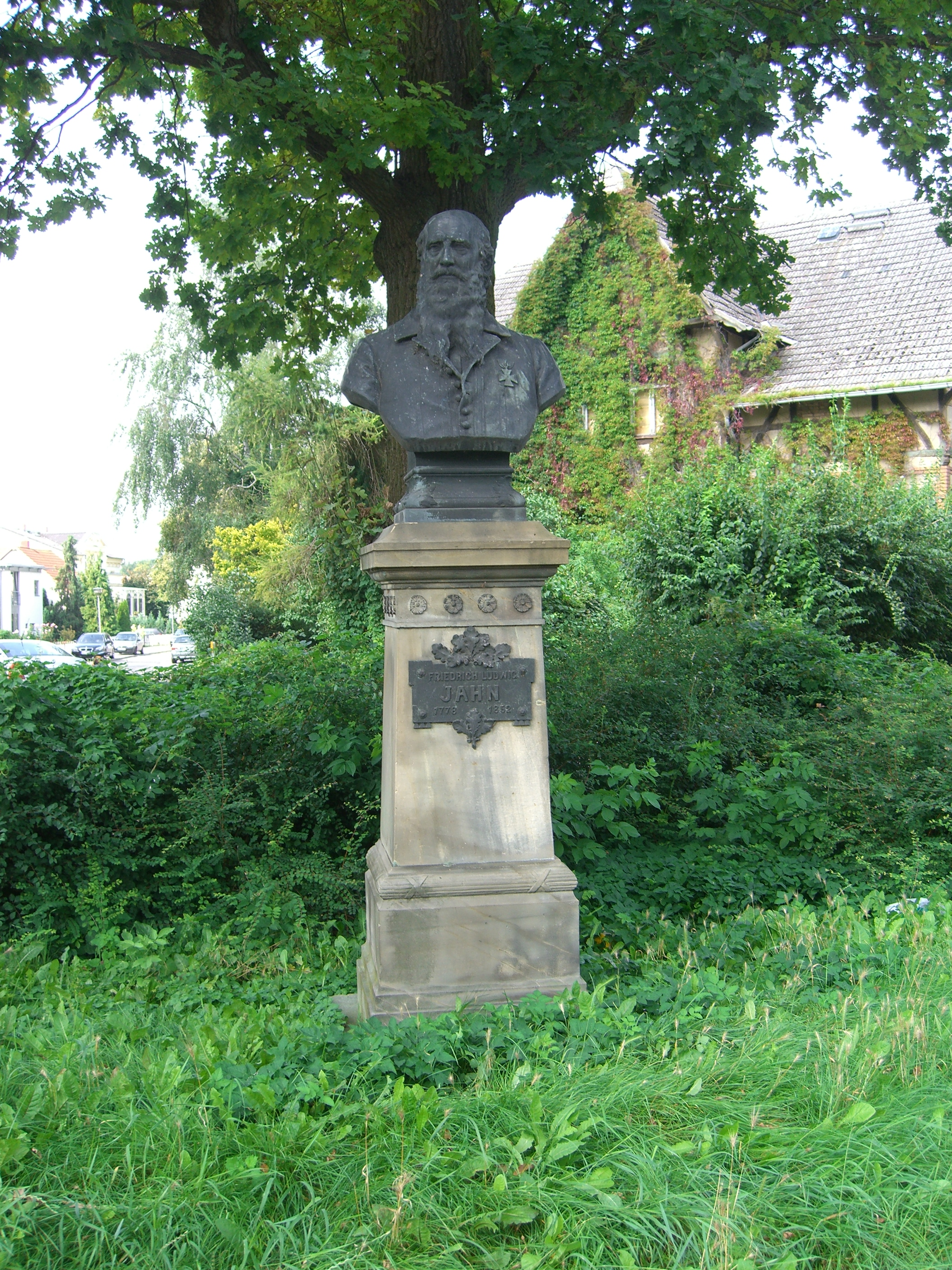
Jahn-Denkmal in Neubrandenburg (Mecklenburg)

Auch Greifswald hatte Jahn wieder ohne Abschluss verlassen und ging zunächst nach Neubrandenburg, wo er von 1803 bis 1804 unter dem Namen Andreas Christlieb Mauritius Fritze als Hauslehrer die Kinder von Baron Friedrich Heinrich (Gottlieb) von le Fort (1762–1833) unterrichtete und mit Schülern der oberen Klassen der Gelehrtenschule bei Exkursionen ins nähere Umland das Turnen in Neubrandenburg einführte. Danach ging er in die Glashütte Sophienthal bei Waren (Müritz) und schließlich als Privatlehrer nach Jena. 1807 traf er Johann Christoph Friedrich GutsMuths in Schnepfenthal, dem er Impulse für das Turnen in Deutschland verdankte. Während des Krieges (Schlacht bei Jena und Auerstedt) fungierte Jahn als Kurier im Regierungsauftrag. 1810 wurde er an der Plamannschen Erziehungsanstalt in Berlin tätig, scheiterte dann aber an einer Prüfung für die Oberlehrerstelle in Königsberg. Er wurde Hilfslehrer in Berlin und widmete sich der Turnerei.
Zunächst war Jahn noch borussisch gesinnt gewesen: Im Jahr 1800 veröffentlichte er pseudonym eine Schrift zur Beförderung des Patriotismus im Preußischen Reiche. Unter dem Eindruck der Napoleonischen Kriege wurde er deutscher Nationalist. In seiner 1808 verfassten Schrift Deutsches Volksthum, 1810 in Lübeck publiziert, skizzierte er erstmals seinen entschiedenen Nationalismus. Der Begriff des Volkstums, den er mit dieser Schrift in den politischen Diskurs einführte, beschreibt Wesenszüge, die angeblich allen Mitgliedern einer Nation eigen sein sollen und durch die sie sich von anderen Nationen unterscheiden würden. Insbesondere gegen Frankreich richtete er seinen Zorn:

„Unglückliches Deutschland! Die Verachtung deiner Muttersprache hat sich fürchterlich gerächt. Du warst schon länger dir unwissend durch eine fremde Sprache besiegt, durch Fremdsucht ohnmächtig, durch Götzendienst des Auslandes entwürdigt. Nie hätte dein Überwinder so vielfach in einem andern Lande gesiegt, wo die Vergötterung seiner Sprache nicht mitgefochten […] Diese Sprache hat deine Männer betört, deine Jünglinge verführt, deine Weiber entehrt. – – – Deutsche, fühlt wieder mit männlichem Hochsinn den Wert eurer edeln lebendigen Sprache, schöpft aus ihrem nieversiegenden Urborn, grabet die alten Quellen auf, und lasset Lutetiens stehende Lache in Ruhe!“

 Jahn richtete sich ebenfalls gegen die altdeutsche Ständegesellschaft. Er plädierte stattdessen für gleiche Bürgerrechte für alle Deutschen, nationale Bildung, Aufstiegschancen auch für Kinder aus den niederen Ständen und für nationale Einheit. Diese modern anmutenden Forderungen verband er indes mit wütenden Ausfällen gegen alles, was er als nicht deutsch wahrnahm: „Haß alles Fremden ist des Deutschen Pflicht“. Rassistisch polemisierte er gegen „Völkermischung“, „Blendlingsvölkern“ sprach er jegliches „volkstümliche Fortleben“ ab. Das Werk enthält auch vereinzelte antijüdische Aussagen. Jahn vertrat die Ansicht, Deutschland sei allen anderen Nationen überlegen und deshalb sei es seine Aufgabe, „die Erde als Heiland zu segnen und den Völkern Menschlichwerdungskeime einzupflanzen“. Deutschland müsse und könne eine größere Rolle in Europa einnehmen, wenn man sich auf die Einheit der „Deutschen“ besinne. Ihm schwebte ein „Großdeutschland“ vor, zu dem auch die Schweiz, Holland und Dänemark gehören würden. Hauptstadt solle die neue Stadt „Teutona“ werden, die in Thüringen gegründet werden solle, wo sich die Fernstraßen aus den dann „deutschen“ Grenzstädten Genf, Memel, Fiume, Kopenhagen, Dünkirchen und Sandomir treffen würden.

### Entstehung der Idee des Turnens
Bevor Jahn 1803 von Greifswald nach Neubrandenburg kam und eine Hauslehrerstelle annahm, sind keine Quellen dafür bekannt, dass er sich mit der Idee des Turnens auch nur im Entferntesten befasst hätte. Dass er hier begann, mit den ihm anvertrauten Schülern und deren Freunden im Wald am Nordufer des Tollensees körperliche Ertüchtigung durchzuführen, muss mit den Umständen des Ortes zusammenhängen. Man kann davon ausgehen, dass dort solche Neuerungen in der Erziehung der Jugend vor allem deshalb toleriert wurden, weil im Herzogtum Mecklenburg-Strelitz unter dem von den Theorien Rousseaus beeinflussten Herzog Karl II. eine relativ liberale Atmosphäre herrschte. Der eigentliche Propagandist in der Sache war jedoch der Pastor an der Neubrandenburger Marienkirche Franz Christian Boll. Der Theologe stellte bereits 1799 nach seiner Rückkehr vom Studium in Jena in den wöchentlich in Neustrelitz herausgegebenen „Nützlichen Beiträgen“ unter der Überschrift „Empfehlungen einiger Arten einfacher körperlicher Bewegungen“ fest, dass der Mangel an „Bewegung bei den mehrsten Menschen Schwäche, Krankheiten und einen früheren Tod zur Folge“ habe. Er schlug genau beschriebene gymnastische Übungen vor, die am besten beim Genuss der freien Luft und dem „erheiternden Anblick der Natur“ gelingen würden. Mit dieser sportlichen Betätigung sei bei der Jugend zu beginnen, wozu ein „fasslicher Unterricht über den Bau des Körpers“ notwendig wäre. Boll fand zu dieser Zeit keine Anhänger für seine Idee, zumal er selber nur die mäßige Bewegung bevorzugte. Erst der körperlich durchtrainierte und in Boxkämpfen bewährte Jahn konnte dieses Konzept umsetzen. Beeinflusst wurde Boll in seinen Ansichten durch Vorlesungen des Mediziners Christoph Wilhelm Hufeland in Jena über die Lebenskraft-Theorie und durch Johann Gottlieb Fichte, der in seinen Vorlesungen auf seine Studenten sittlich im umfassenden Sinne einwirken wollte: „Gesundheit der Seele – Gesundheit des Körpers – das ist die ausschließende Bedingung aller geistigen Entwicklung; aber es ist auch blos die Bedingung; die vorhandene Anlage muß gebraucht werden durch Selbstthätigkeit.“ So wurde Jahns Turn-Bewegung ursprünglich aus dem Geist des deutschen Idealismus geboren.

### Turn- und Nationalbewegung

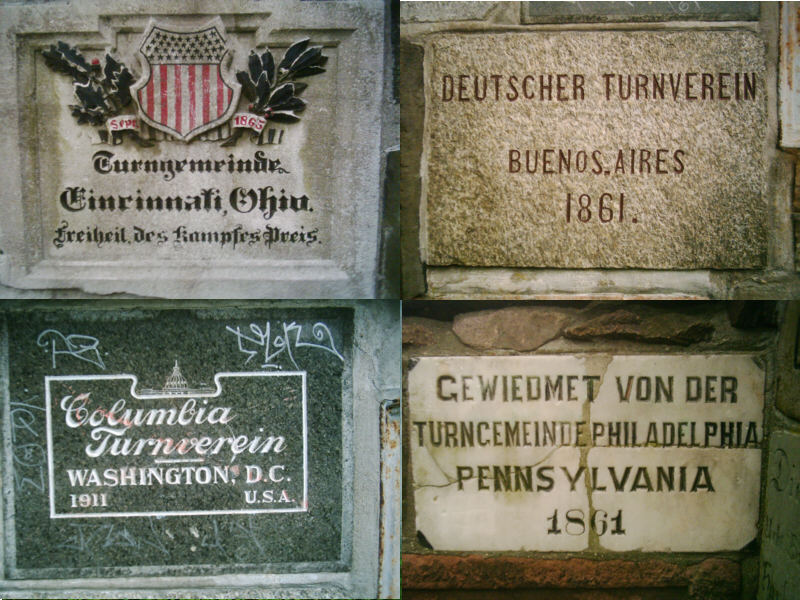
Widmungen am Jahndenkmal in der Berliner Hasenheide

Jahn gründete mit elf Freunden am 13. November 1810 in der Hasenheide bei Berlin den geheimen Deutschen Bund zur Befreiung und Einigung Deutschlands. Er stand ausschließlich Männern „deutscher Abstammung“ offen. Juden waren, selbst wenn sie zum Christentum konvertiert waren, von der Mitgliedschaft ausgeschlossen. Aus den ausgedehnten Wanderungen, die Jahn mit seinen Schülern unternahm, entwickelte sich schließlich regelmäßiges Turnen. Am 19. Juni 1811 begann er am Treffpunkt der Schüler- und Freundesgruppe mit dem öffentlichen Turnen. Dies gilt als Geburtsstunde der Turnbewegung. Die Hasenheide war der erste deutsche Turnplatz, der mit Geräten nach dem Vorbild von GutsMuths ausgestattet wurde. Ebenso entstammten die Leibesübungen, die Jahn Turnen nannte, dem Vorbild GutsMuths’, allerdings meinte Jahn mit Turnen die Gesamtheit aller Leibesübungen: Geräteübungen wurden weiterentwickelt und durch Spiele, Schwimmen, Fechten und Wandern ergänzt. 1811 gründete Jahn den Berliner Turnverein, der bis 1815 auf 778 Mitglieder anwuchs. Auf dieses Beispiel hin wurden Turnvereine in 150 Städten Deutschlands gegründet, die 1818 insgesamt 12.000 Turner vereinigten.
Zweck der Turnbewegung war nur scheinbar der Sport. Wichtiger war zum einen die nationalistische Willensbildung, zum anderen die paramilitärische Ausbildung der Turner, um die „Feinde der Freiheit“ zu besiegen. Diese Feinde waren die Franzosen und die deutschen Fürsten, denen er vorwarf, Einheit und Freiheit der deutschen Nation zu verhindern. Jahn war gegen die Kleinstaaterei und für ein einheitliches Deutschland. Er richtete seine Aufmerksamkeit auf die Jugend und wollte diese für einen eventuellen Kampf vorbereiten. Er erfand das Turnen als eine körperliche Betätigung für jedermann mit einem durchaus wehrpolitischen Nutzen. Jahn entwickelte das Turnen weiter zur „patriotischen Erziehung zur Vorbereitung auf den Befreiungskrieg“. Er sah das Turnen in engem Zusammenhang mit politischen Zielen: der Befreiung Deutschlands von napoleonischer Herrschaft, der Idee eines künftigen deutschen Reiches unter preußischer Führung und der Teilnahme der einzelnen Staatsbürger am Wohl und Weh des Ganzen. Hierzu sollten die Turner als Guerilla-Kämpfer (die kurz zuvor im spanischen Unabhängigkeitskrieg gegen Napoleon erstmals eingesetzt worden waren) tätig werden. Jahn versuchte, dem preußischen Königshof die Notwendigkeit des Aufstands deutlich zu machen. Offenbar verabredete er mit Gerhard von Scharnhorst und Karl August von Hardenberg die Gründung eines Freikorps, denn er kam schon zum Sammelplatz, bevor dem König Friedrich Wilhelm III. von den Ministern die Bitte um die Errichtung des Lützowschen Freikorps vorgelegt wurde. Mit einigen Turnern aus Berlin kam er dazu auch nach Breslau, viele weitere Freunde und Bekannte aus Studientagen konnte er darüber hinaus für das Korps gewinnen. Bei der Anreise regte er in Frankfurt (Oder) die Gründung des ersten Turnplatzes auf den Laudonsbergen der Frankfurter Dammvorstadt an.
Im Freikorps leistete er vor allem bei der Verwaltung, der Ermutigung und Anfeuerung der Freiwilligen sowie durch seine Ortskenntnis in Mittel- und Norddeutschland besondere Dienste. Er war auch zeitweise als Anführer eines Bataillons eingesetzt.
Mit der Niederlage Napoleons in der Völkerschlacht bei Leipzig 1813 wurde die Voraussetzung für die nationale Befreiung Deutschlands geschaffen, und Jahns Wunsch wurde somit in gewissem Sinn Wirklichkeit.
In diesem Jahr forderte Jahn: „… freie Rede, Verfassung, Einheit des Vaterlandes …“ Im selben Jahr nahm Jahn in Berlin den in der Zwischenzeit von Ernst Wilhelm Bernhard Eiselen geleiteten Turnbetrieb wieder in seine Hand. Er half bei der Verbreitung des Turnens, wo es ihm möglich war: Er schickte Vorturner und besuchte auf seinen Turnfahrten selbst verschiedene Turnplätze.
Am 12. Juni 1815 wurde in Jena die Urburschenschaft gegründet. 1816 erschien Jahns Buch Die Deutsche Turnkunst (mit Ernst Eiselen). In diesem Buch beschreibt Jahn folgende Punkte:
1. Ziele, Inhalte und Formen
2. Verhaltens- und Kleiderordnung
3. allgemeine Verhaltensregeln

Dieses Buch ist aus der Praxis heraus für die Praxis entstanden. Für die Turner und Anhänger Jahns war es eine Art Bibel einer neuen volkstümlichen Erziehung über den Körper. Das Buch ist in mehrere Abschnitte unterteilt:
1. In einem Vorbericht wird die Entstehung des Buches als Ergebnis einer Gemeinschaftsarbeit beschrieben.
2. Die eigentlichen Turnübungen werden behandelt: Gehen, Laufen, Springen, Schwingen, Schweben, Reckübungen, Barrenübungen, Werfen, Ziehen, Schieben, Heben, Tragen, Strecken, Ringen.
3. Turnspiele
4. Musterbeschreibung eines Turnplatzes und der Turngeräte
5. Turnordnung, Turngesetze, das Verhalten und die Kleidung der Turner und Lehrer

Den Höhe- und Wendepunkt der frühen Turnbewegung konnte man in den Jahren 1817/18 vermerken. Nach den Befreiungskriegen gewannen die konservativen politischen Kräfte in Preußen wieder an Einfluss. Somit war der Reformfrühling vorüber.

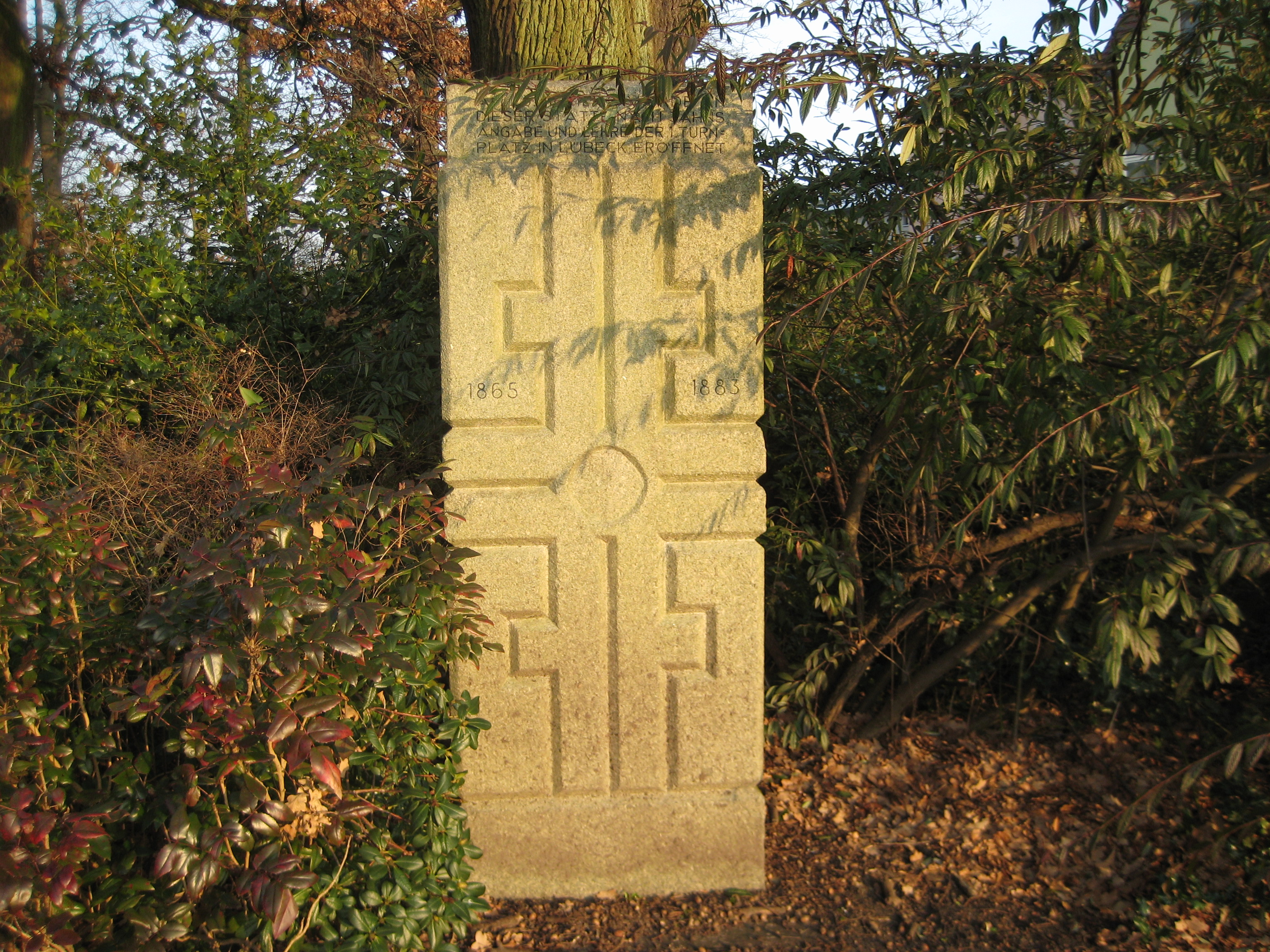
Jahnstein an der Travemünder Allee zur Erinnerung an den ersten Sportplatz in Lübeck
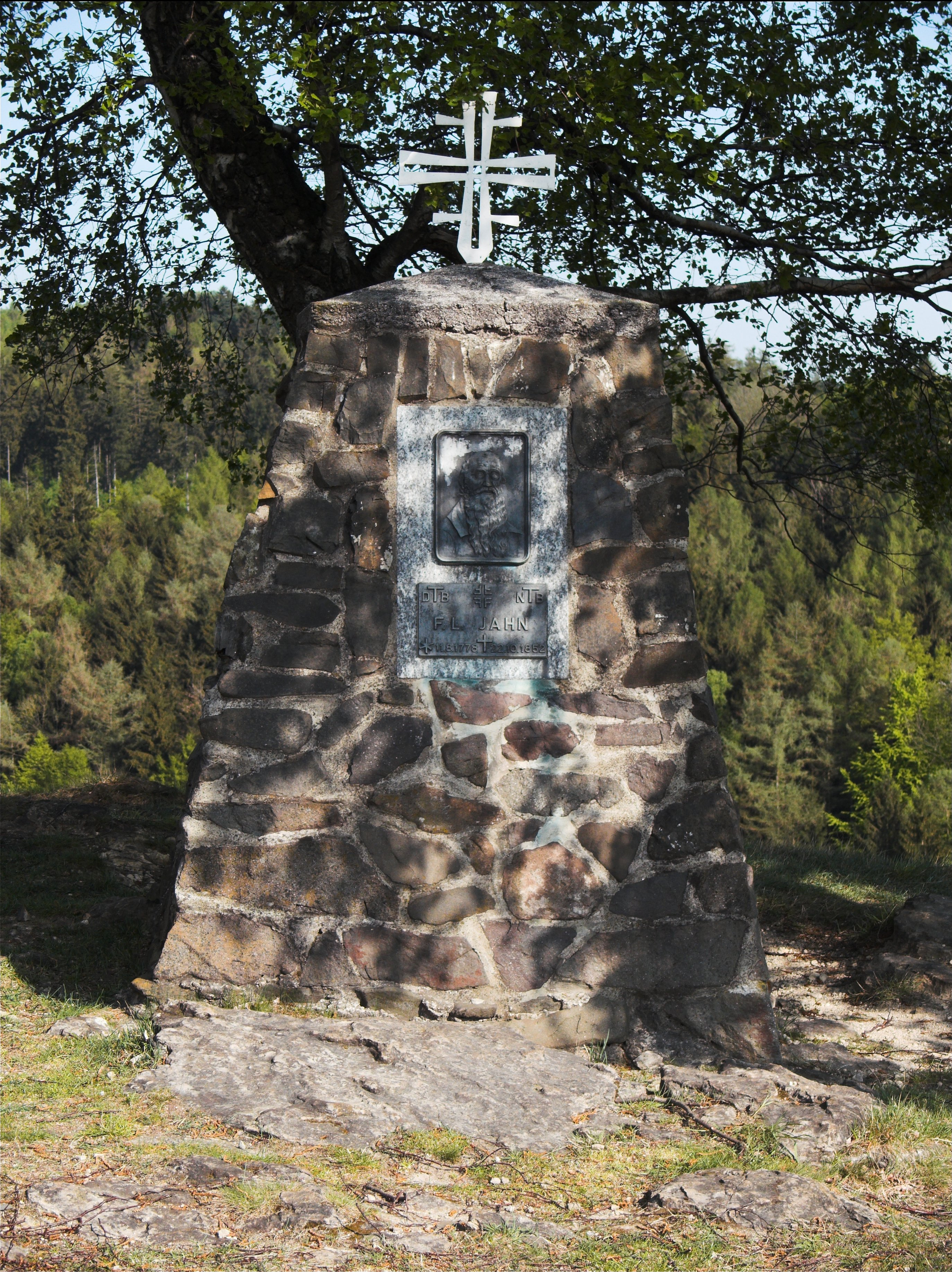
Jahn-Denkmal auf den Jahnklippen bei Scharzfeld
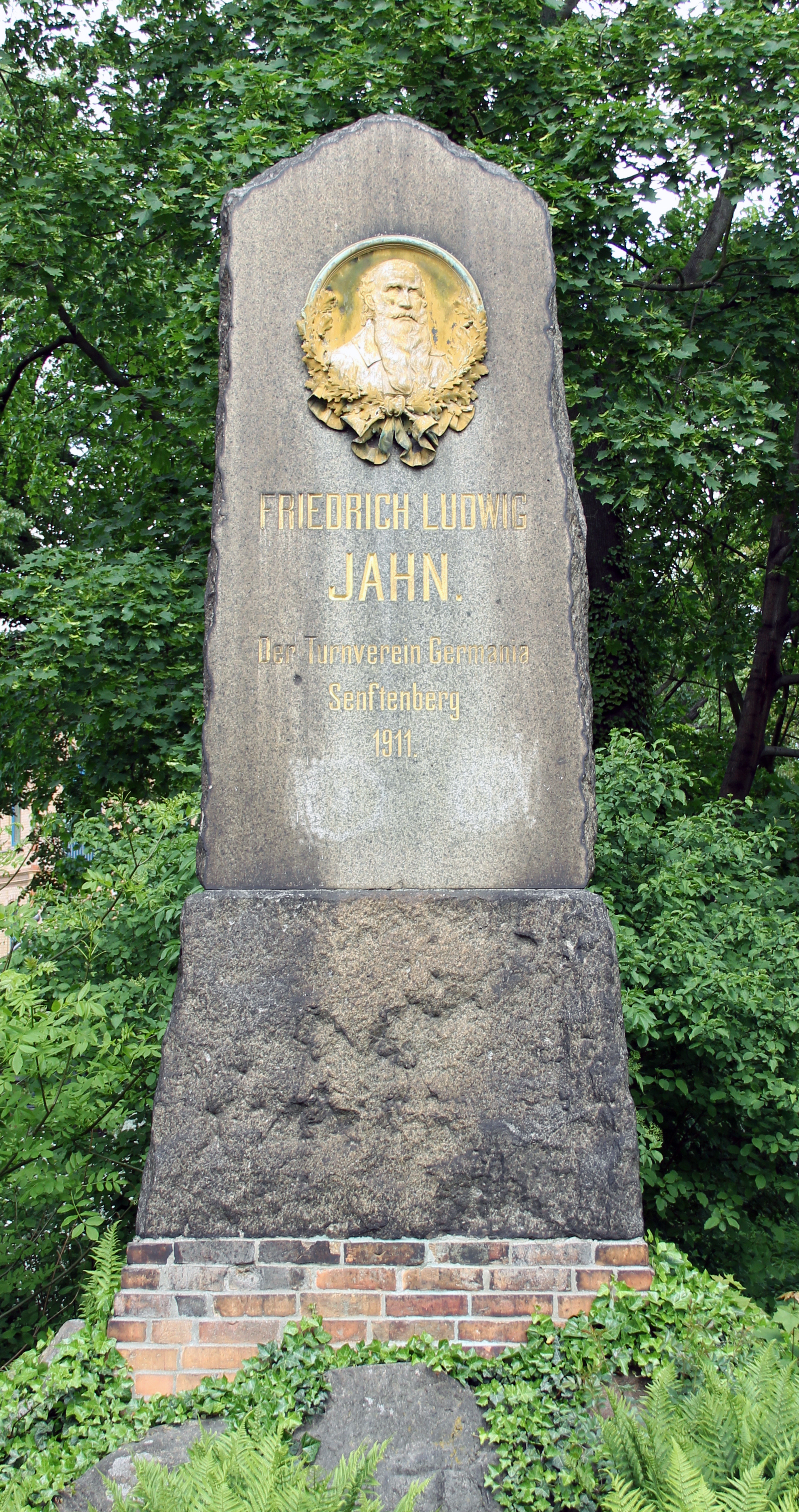
Jahn-Denkmal in Senftenberg
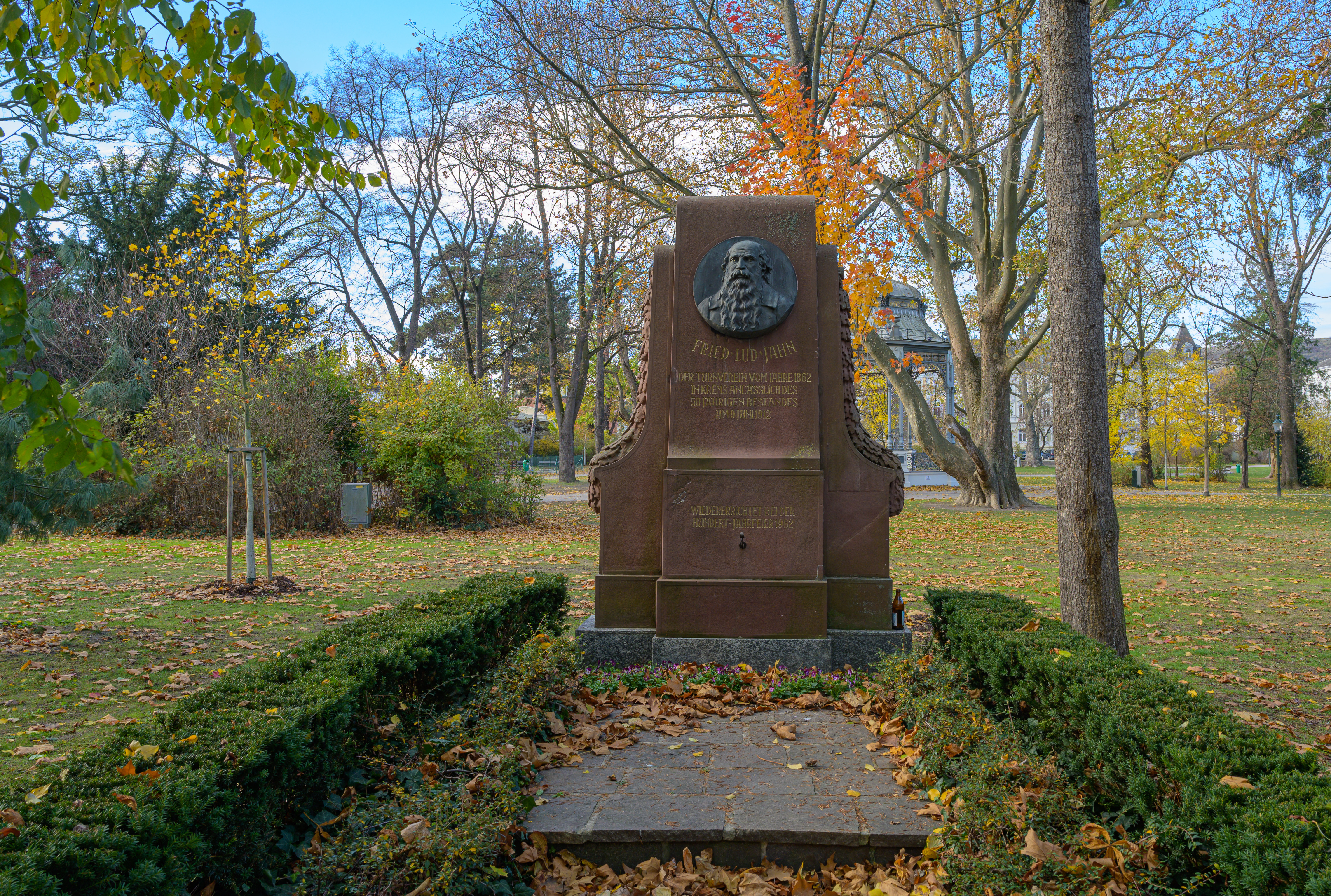
Jahn-Denkmal Stadtpark Krems an der Donau

### Beginn der Restauration

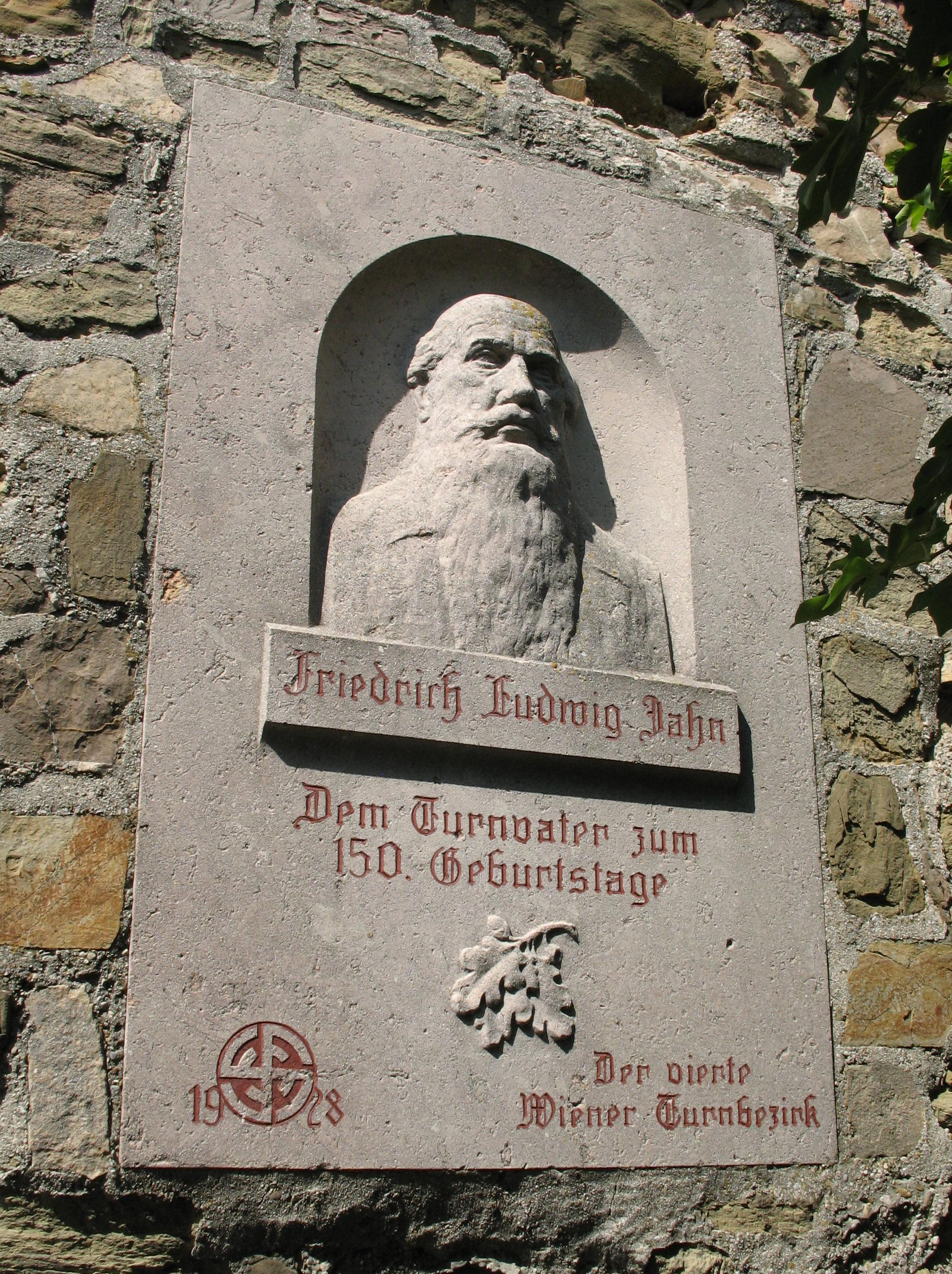
Denkmal auf dem Leopoldsberg in Wien von Georg Leisek (1928)

Der Wiener Kongress enttäuschte Jahn, da sich dort eine Politik des europäischen Gleichgewichts durchgesetzt hatte. Der Deutsche Bund unterdrückte die liberalen Verfassungsbewegungen in den Einzelstaaten. Von den eigentlichen Zielen Jahns war nur die Befreiung von Frankreich erfüllt. Doch weder die deutsche Einheit noch ein egalitärer „Volksstaat“, wie er ihn sich gemäß dem Turnerlied „An Rang und Stand sind alle gleich“ erhoffte, war verwirklicht. Nun träumte Jahn von einem neuerlichen Waffengang gegen Frankreich: „Deutschland braucht einen Krieg auf eigene Faust […] um sich in ganzer Fülle seiner Volkstümlichkeit zu entfalten. […] Deutschland über Welschland!“
1817 begann er mit einer Vortragsreihe zum deutschen Volkstum, in der er die Missstände im preußischen Heer anprangerte und die Beschränkung der bürgerlichen Rechte im Staat bedauerte. Damit schuf er sich Feinde wie den Staatskanzler Hardenberg, der das Turnen unter staatliche Aufsicht an den Schulen übernehmen wollte. Außerdem gab er immer wieder in derben Worten seinem Patriotismus bzw. Nationalismus Ausdruck. Zuhörer waren von seiner Schroffheit nicht selten unangenehm berührt, etwa wenn Jahn auch noch nach dem Sieg über Napoleon die französische Sprache und ihr Erlernen verteufelte. Auch vertrat er eine autoritäre Sittlichkeit. So forderte er im Volksthum zur sexuellen Mäßigung auf und empfahl die Kastration als Strafe für Verfehlungen:

„Mäßigkeit bleibt die Würze der Sinnenfreuden, die Arznei des Genusses, die Seele des Lebens. Jeder Mann tauscht die Menschheit mit der Viehheit, der Mannheit und Mannlichkeit durch die Kraft der Zuchttiere und Beschäler zu beweisen wollüstelt. Er ist schon geistig und sittlich entmannt und verdient solchen Greuel auch leiblich unter dem Hämmlingsmesser zu büßen.“

In engem Bezug zum Turnwesen stand auch die Bewegung der Burschenschaften. Sie und die Turner verfolgten im Grunde die gleichen politischen Ziele. Allerdings gab es auch kleine Gruppierungen, die sich von diesen Zielsetzungen abhoben. Es kam zur Spaltung des deutschen Liberalismus in eine demokratische und eine nationalliberale Richtung.
Auf dem Höhepunkt der Turnbewegung in Deutschland (mit über 100 Turnplätzen alleine in Preußen) fand am 18./19. Oktober 1817 das Wartburgfest statt. Dabei kam es auf Jahns Initiative zur ersten neuzeitlichen Bücherverbrennung im deutschsprachigen Raum. Neben dem Code civil wurde dabei unter anderem Saul Aschers Germanomanie verbrannt, in der sich der Verfasser über Jahn lustig gemacht hatte. Jahn war nicht bei dem Fest anwesend, hatte aber die Liste der Bücher zusammengestellt, sein Schüler Hans Ferdinand Maßmann war maßgeblich an der Aktion beteiligt. Dabei stand aber weniger die Tatsache im Vordergrund, dass Ascher Jude war, Jahn empörte sich viel mehr über dessen „Französelei“. Die Bücherverbrennung zog den Argwohn des österreichischen Staatskanzlers Metternich auf sich. Nachdem Jahn zudem bei einer Abendgesellschaft ein Hoch auf die Studenten des Wartburgfestes ausgebracht hatte, wurde er beim preußischen Ministerium zunehmend zur missliebigen Person. Seine Vorlesung über Deutsches Volksthum durfte er im Wintersemester nicht mehr offiziell an der Universität halten.

### Turnverbot und Inhaftierung
Die Ermordung des Schriftstellers und russischen Generalkonsuls August von Kotzebue, dessen Werke ebenfalls auf der Wartburg verbrannt worden waren, durch den Studenten und Turner Karl Ludwig Sand im März 1819 löste das Turnverbot aus. Im Zuge der sogenannten Demagogenverfolgung wurde Jahn die Wiederaufnahme des Turnens auf der Hasenheide untersagt, da die Turnübungen im Rahmen des Unterrichts stattfanden und der Schulbehörde untergeordnet werden sollten. Im Sommer 1819 kam es zur Berliner und Breslauer Turnfehde, worin Kritik gegen das Turnen oder gegen seine religiös-patriotische Richtung laut wurde.
Die Auswirkung der Karlsbader Beschlüsse vom August/September 1819 trafen die Turnbewegung hart. Die Burschenschaften wurden verboten, Universitäten unter Staatsaufsicht und viele studentische Turner und Burschenschafter unter polizeiliche Aufsicht gestellt. Mehrere Turner aus Jahns Umfeld wurden festgenommen oder erhielten ein Berufsverbot, so dass sie ins Ausland (vor allem Amerika) auswanderten. Ein Turnverbot in ganz Preußen und anderen deutschen Staaten wurde erlassen. Somit war offiziell in Preußen 1820 das Turnen eingestellt, allerdings fanden weiterhin vielerorts trotz dieser Sperre Leibesübungen statt.
Jahn wurde am 13. Juli 1819 verhaftet, im selben Jahr starben zwei seiner Kinder. Die nächsten fünf Jahre verbrachte er in Haft in Spandau, Küstrin und Kolberg. 1823 starb auch seine erste Frau. Jahn durfte an ihrer Beerdigung nicht teilnehmen. Der Dichter und Jurist E. T. A. Hoffmann war als Kammergerichtsrat Mitglied der „Immediat-Untersuchungskommission zur Ermittlung hochverräterischer Verbindungen und anderer gefährlicher Umtriebe“ und führte die Ermittlungen im Fall Jahns und seines Umfeldes. Jahn verharmloste seine Rolle im vergangenen Jahrzehnt, was durch seine ebenfalls verhörten Freunde gedeckt wurde. Hoffmann fällte 1820 in seinem Gutachten ein mildes Urteil, trotz Beschuldigung des Regierungsrats Johann Ernst Theodor Janke, eines ehemaligen Mitglieds des geheimen Deutschen Bundes. Jahn solle freigelassen werden, da keine hochverräterischen Tendenzen bei ihm sichtbar geworden seien. Jedoch wurde Jahn „auf höhere Anweisung“ trotz des Urteils noch fünf Jahre in politischer Gefangenschaft gehalten, da er weiterhin revolutionärer Umtriebe verdächtigt wurde. Neben Johann Gottlieb Fichte und Ernst Moritz Arndt galt Jahn als geistiger Vater der studentischen Freiheits- und Einheitsbewegung. Doch während sich die meisten führenden Männer der deutschen Nationalbewegung nach dem Wiener Kongress mit dem Deutschen Bund unter Metternichs Führung abfanden, hielt Jahn unbeirrt an seinen Ideen fest. Am 15. März 1825 wurde er freigelassen, unter der Bedingung, in keiner Universitäts- oder Gymnasialstadt zu wohnen.

### Rehabilitation

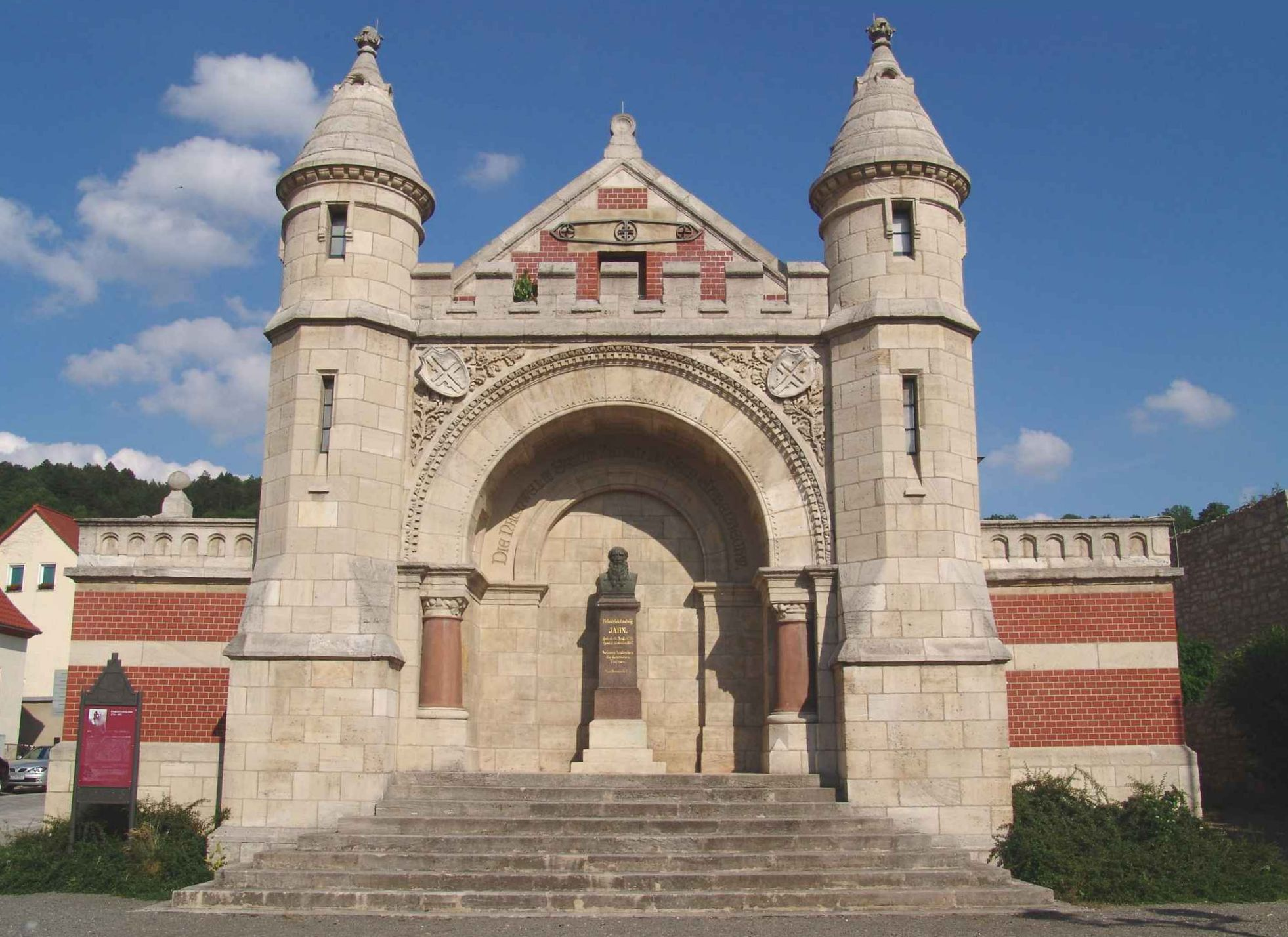
Jahndenkmal an der Erinnerungsturnhalle in Freyburg (Unstrut), erbaut 1894

1825 heiratete er seine zweite Frau, die 25 Jahre jüngere Emilie, geb. Hentsch, die von ihm schwanger war. Mit ihr zog er noch im selben Jahr nach Freyburg an der Unstrut (heute in Sachsen-Anhalt), wo er unter Polizeiaufsicht als Pensionär lebte. Hier steht heute noch die älteste Turnhalle Deutschlands, deren Bau Jahn nach der politischen Rehabilitation initiiert hatte. Im September 1828 wurde er wegen des Kontakts mit Schülern und Lehrern bis 1835 nach Kölleda ausgewiesen, wo er weitgehend isoliert bis 1836 lebte. In diesem Jahr kehrte er nach Freyburg zurück. Dort arbeitete er an einer Geschichte des Dreißigjährigen Krieges und einer Darstellung des vorchristlichen Germanentums. Alle betreffenden Aufzeichnungen fielen jedoch dem Brand zum Opfer, der das Haus, in dem er zur Miete wohnte, am 5. August 1838 völlig zerstörte. Mithilfe staatlicher Unterstützung und privater Spenden konnte er 1839 einen Neubau beziehen. Im Laufe der Jahre wurden die Bestimmungen gelockert, und Ärzte und Pädagogen unterstützten das Wiederaufleben der Leibesübungen. 1837 wurden in den Gymnasien Leibesübungen gestattet.
In seinen nationalistischen Polemiken blieb Jahn weiterhin scharf. 1832 veröffentlichte er Merke zum deutschen Volksthum, in der er sich kritisch mit der politischen Bewegung des Vormärz und namentlich des Jungen Deutschland auseinandersetzte. Deren Begeisterung für die französische Julirevolution und den polnischen Novemberaufstand von 1830 widerte ihn an: „Schande, Elend, Fluch, Verderben und Tod über jeden Deutschen, der vom Ausland den Heiland erwartet.“ 1833 polemisierte er in seinen Briefen an Auswanderer gegen deutsche Emigranten: „Ihr Ohioschreier und Missourimesser macht den Deutschen zum Überall und Nirgends, zum Obenhinaus und Nirgendsan und haltet dafür seinen wahren Beruf, daß er die Welt durchjude und durchnegere und mit Kopf, Hand und Fuß herzlos verzigeunere.“ Im Februar 1834 bündelte er seine diversen Abneigungen in einer abfälligen Bemerkung über Karl August Varnhagen von Enses Gedenkbuch für seine Frau Rahel: „Aus dem ganzen dickbogigen Buch weht der veilchenartige Leichenduft neuzeitiger fürnehmer Weltbürgerschaft. Es ist die Leichenbühne (Lustrum doloris) des neuen volkstumslosen, jüdelnden und junkernden Weltbürgertums.“ Scharfe Worte richtete er auch gegen Heinrich Heine, den er als Läufling bezeichnete, der sich durch seine spöttischen Angriffe auf die Zustände in Deutschland und das Turnen selbst „gehundsfottert“ habe. Heines jüdische Herkunft scheint bei dieser Polemik indes keine Rolle gespielt zu haben.
1840 erfolgte Jahns Amnestierung und vollkommene Rehabilitierung durch Friedrich Wilhelm IV., die Polizeiaufsicht wurde aufgehoben. Jahn erhielt das ihm aberkannte Eiserne Kreuz aus den Befreiungskriegen. 1842 hob Friedrich Wilhelm IV. den Erlass seines Vaters auf und beendete damit offiziell die Turnsperre. Zudem erhielt Jahn die 1.500 Taler zurückerstattet, die er seinerzeit in den Turnplatz Hasenheide investiert hatte. Zudem erhielt er immer wieder Spenden von Turnvereinen, die nun wieder legal waren und in denen er als der „Turnvater“ verehrt wurde. Damit war Jahn endlich seiner finanziellen Sorgen ledig.
1848 wurde Jahn ins Vorparlament berufen. Kurz darauf wurde Jahn in die Frankfurter Nationalversammlung in der Paulskirche gewählt. Er engagierte sich jetzt für Ruhe und Ordnung und vertrat die Idee eines preußischen Erbkaisertums. Für die Turnerbewegung, die zunehmend demokratisch orientiert war, hatte er kein Verständnis und wandte sich von ihr ab. Damit büßte er zwar einen großen Teil seiner Popularität ein, gelangte aber in der Folgezeit zu voller Anerkennung als Bahnbrecher der Leibeserziehung.
Im Alter von 74 Jahren starb Jahn am 15. Oktober 1852 in Freyburg an der Unstrut. Dort wurde er an der Stirnseite der ersten deutschen Turnhalle beigesetzt. Aus Anlass der Olympischen Spiele in Berlin 1936 wurden seine Gebeine umgebettet. Sie fanden ihre letzte Ruhestätte im Ehrenhof seines Wohnhauses, das er 1838/39 erbaut hatte. Dieses Gebäude beherbergt heute das Friedrich-Ludwig-Jahn-Museum.

## Frisch, fromm, fröhlich, frei

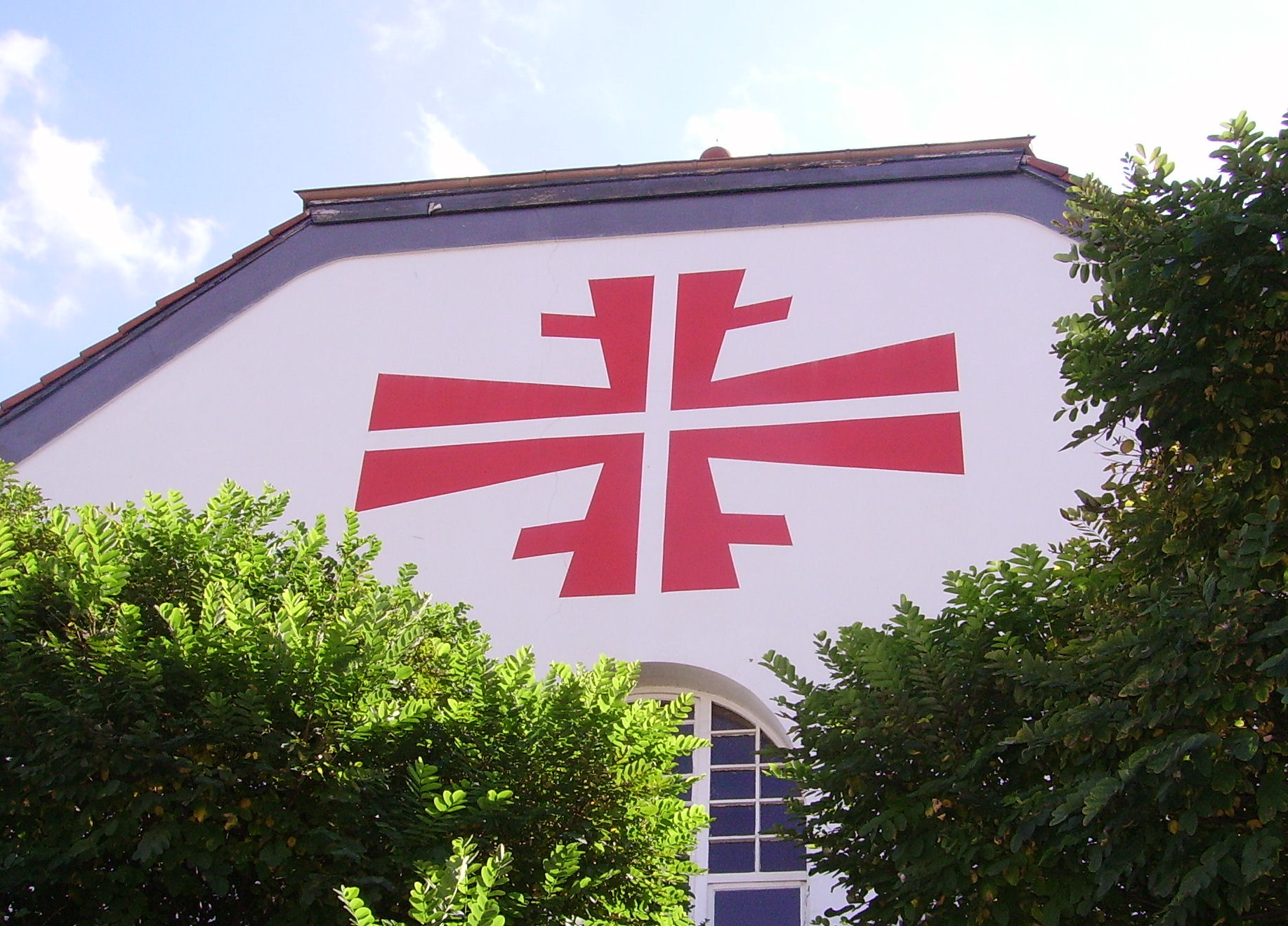
Turnerkreuz (FFFF) am Giebel eines Sportlerheims in Eisenberg

Der Turnerwahlspruch geht auf einen Reimspruch des 16. Jahrhunderts zurück (Frisch, frey, fröhlich, frumb – Sind der Studenten Reichthumb!), den Jahn 1816 im Turnlehrbuch Die deutsche Turnkunst zur sittlich-moralischen Maxime der Turner erhob (Frisch, frei, fröhlich und fromm – ist des Turners Reichtum).
Ende 1843 erklärte Jahn der Frankfurter Turngemeinde die Bedeutung des Wahlspruches, den er am Giebel seines Wohnhauses in Freyburg, dem heutigen Friedrich-Ludwig-Jahn-Museum, anbringen ließ:
- „frisch nach dem Rechten und Erreichbaren streben, das Gute thun, das Bessere bedenken, und das Beste wählen“;
- „frei sich halten von der Leidenschaft Drang, von des Vorurtheils Druck, und des Daseins Ängsten“;
- „fröhlich die Gaben des Lebens genießen, nicht in träumerisch vergehn über das Unvermeidliche, nicht in Schmerz erstarren, wenn die Schuldigkeit gethan ist, und den höchsten Muth fassen, sich über das Mißlingen der besten Sache zu erheben“;
- „fromm die Pflichten erfüllen, leutseelig und volklich, und zuletzt die letzte, den Heimgang. Dafür werden sie gesegnet sein, mit Gesundheit des Leibes und der Seele, mit Zufriedenheit so alle Reichthümer aufwiegt, mit erquickenden Schlummer nach des Tages Last, und bei des Lebens Müde durch sanftes Entschlafen.“[33]

Aus den Anfangsbuchstaben des Turnerwahlspruches, den vier F, formte der Darmstädter Kupferstecher Heinrich Felsing 1843/46 das Turnerkreuz.
Der 1893 gegründete sozialistische Arbeiter-Turnerbund wandelte das Jahnsche Motto in einen neuen Wahlspruch um (Frisch – Frei – Stark – Treu).

## Nachwirkung

### Friedrich-Ludwig-Jahn-Gesellschaft e.V.
Der Förderverein zur Traditionspflege und Erhaltung der Friedrich-Ludwig-Jahn-Gedenkstätten (gegründet 1992) hat sich 2008 durch Satzungsänderung umbenannt und setzt nun seine Aktivitäten als Friedrich-Ludwig-Jahn-Gesellschaft mit Sitz in Freyburg (Unstrut) fort. Die Aufgaben des Vereins sind jetzt weiter gefasst und formulieren einen höheren Anspruch: Die Gesellschaft widmet ihre Tätigkeit dem Ziel, das Leben und Wirken des Gründers der Turnbewegung in Deutschland und seines Umfeldes zu erforschen, seine Bedeutung in Geschichte und Gegenwart zu interpretieren, sein Erbe zu bewahren und zu verbreiten. Dazu unterhält die Gesellschaft Beziehungen zum Deutschen Turner-Bund und den Landesturnverbänden, zu Hochschulen, Schulen, Museen und Organisationen, die sich dem Anliegen verpflichtet fühlen. Jahn soll als einer der großen Deutschen in das Blickfeld einer größeren Öffentlichkeit gerückt werden.
Dem Schaffen Friedrich Ludwig Jahns widmet sich auch die Friedrich-Ludwig-Jahn-Bibliothek in Freyburg (Unstrut), eine Einrichtung der Friedrich-Ludwig-Jahn-Gesellschaft.

### Kontroversen um Jahns Nationalismus und Antisemitismus
Jahns wiederholte juden- bzw. franzosenfeindliche Äußerungen boten immer wieder Anlass zu Kontroversen. Der Jahn-Biograph Carl Philipp Euler verwahrte sich 1891 gegen völkisch-nationalistische und antisemitische Turner des Kaiserreichs mit der Behauptung, Jahn habe unter den „Feinden des Deutschtums“ nicht die Juden verstanden. Ein weiterer Biograph war der Hamburger Turnlehrer und Ehrenamtliche Wolfgang Meyer, der 1913 die Briefe Jahns herausgab und zu jenen Autoren gehörte, die später auch im Nationalsozialismus über Jahn publizierten. Zu ihnen zählte auch der Dresdner Oberlehrer Fritz Eckardt, der mit der Briefedition arbeitete, eine umfassende Glorifizierung Jahns betrieb und „einer der meistzitierten Biographen Jahns im Nationalsozialismus“ war. Eckardt bezeichnete 1937 Jahn als „Vorläufer des Nationalsozialismus“. Seine rhetorische Verquickung mit dem Stil Heinrich von Treitschkes führte dazu, dass der Satz „Polen, Franzosen, Pfaffen, Junker und Juden sind Deutschlands Unglück“ als angebliches Zitat aus Deutsches Volksthum in Literatur und Presse aufgegriffen wurde, aber weder in Jahns Publikationen noch bei Eckardt selbst kommt es vor. Ähnlich stereotype Wendungen finden sich aber durchaus in Briefen Jahns, so am 24. August 1816 an Theodor Müller:

„Und darauf verlaß Dich: So wird die preußische Landwehr noch nie geklopft haben, als im Gottesgericht wider Junker, Juden, Gauner, Gaukler und Garden. Gott verläßt keinen Deutschen.“

In einem Brief vom 18. Januar 1839 und bezogen auf Friedrich von Raumers Buch über Polens Untergang: „Da sieht doch die Welt, was an der Dreieinigkeit von Junkern, Pfaffen und Juden ist.“
Hans-Ulrich Wehler bezeichnet die von Jahn veranlasste Bücherverbrennung als „wirre Mischung aus antikonservativem Protest, Germanenkult, Frankophobie und Judenhass“. Wolfgang Wippermann weist darauf hin, dass Jahn „Juden“ und „Zigeuner“ nicht zum deutschen Volkstum rechnete, sondern riet, sich mit allen Mitteln vor ihnen zu schützen, wobei er auch an „vernichten“ dachte. Nach Werner Bergmann erwiesen sich Jahns „Vordeutungen“ einer modernisierungskritischen Judenfeindschaft, sein übersteigerter völkischer Nationalismus und die Gleichsetzung von Deutschtum und Christentum als wirkungsmächtig für die weitere Entwicklung des Antisemitismus.
In der historischen Antisemitismusforschung wird dagegen darauf hingewiesen, dass Jahn sich „nur am Rande“, „verhältnismäßig tolerant“, „nicht eindeutig antisemitisch“ usw. über „die Juden“ geäußert habe. Juden und Judentum seien Jahn fremd erschienen, nicht integrierbar in die deutsche Nation. Gleichwohl kann man ihn nach Ansicht von Hans-Joachim Bartmuß und Josef Ulfkotte nicht als Vertreter des Antisemitismus im modernen Sinne bezeichnen, da dieser erst in der zweiten Hälfte des Jahrhunderts relevant wurde und Jahn sich zumeist in den Diskursbahnen des vormodernen, religiös fundierten Antijudaismus bewegt habe. Bezeichnenderweise habe er sich öffentlich auch nie zur unter seinen Zeitgenossen hoch umstrittenen bürgerlichen Gleichstellung der Juden geäußert.
Ob und welche persönlichen Kontakte er zu Juden pflegte, außer dass er in der Frühzeit den Turnplatz in der Hasenheide durchaus auch für junge, patriotische Juden offen hielt, ist nur für einen Fall überliefert. Bekannt ist, dass er den seit 1811 bestehenden, lockeren Kontakt mit dem jüdischen Studenten Salomon Friedrich Stiebel aus Frankfurt – einem späteren Arzt, der 1828 konvertierte – 1848 als Paulskirchen-Abgeordneter wieder aufnahm. Erwies er sich hier persönlich als ein Freund, so war Jahn, wie Werner Bergmann resümiert, doch kein Freund der Juden, auch wenn von einem ausgesprochenen Judenhass oder Frühantisemitismus bei Jahn, zumal in seinen Publikationen, nicht gesprochen werden könne. Im Deutschen Volksthum griff Jahn die biologistische Rhetorik früher Rassentheorien und der entstehenden Naturwissenschaften auf, um sie in seinem Sinne für die Beschreibung „kultureller Differenzen“ nutzbar zu machen.
Der Turnfunktionär Theobald Scholem schrieb 1902 in der Jüdischen Turnzeitung: „Auf uns Juden ist er nie gut zu sprechen gewesen, alles was nicht ganz deutsch war, bis auf einige antike Beispiele, die er gern heranzog, war ihm in der Seele zuwider.“ Gleichwohl würdigte Scholem Jahns Bedeutung für das deutsche Turnen und diese Leistung sich zu vergegenwärtigen sei auch für jüdische Turner ein Muss.

### Ehrungen

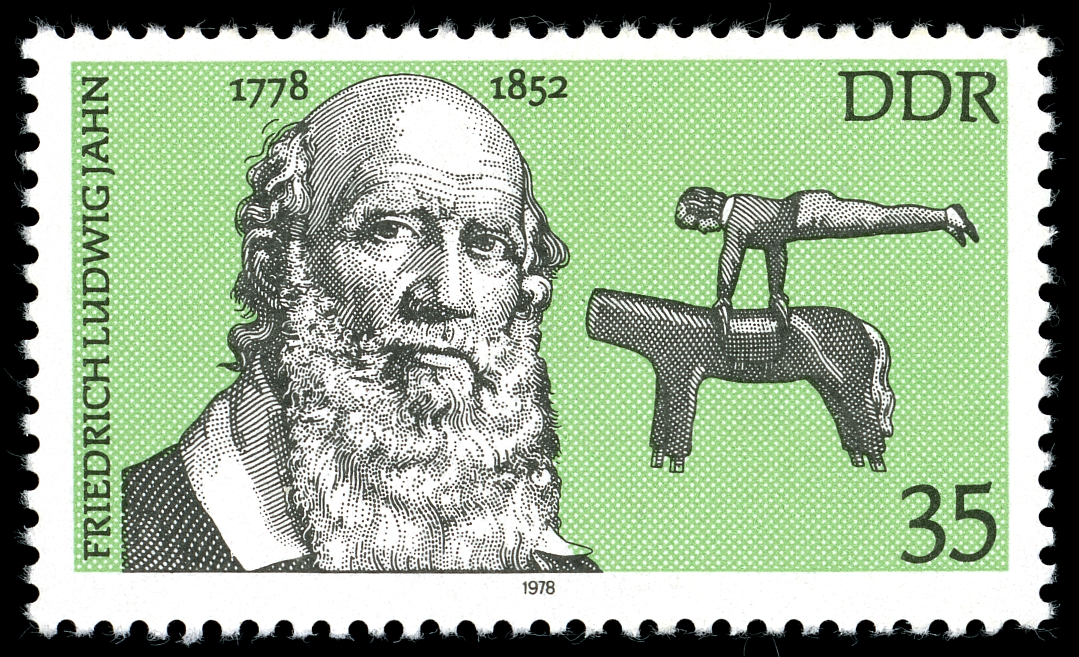
Gedenkbriefmarke der Deutschen Post der DDR zum 200. Geburtstag

Der Deutsche Turner-Bund verleiht die Friedrich-Ludwig-Jahn-Plakette als höchste Auszeichnung.

#### Denkmäler
Jahn hatte im Laufe seines Lebens in vielen deutschen Städten gelebt und gewirkt. In sehr vielen davon sind nach seinem Tode Denkmäler aufgestellt worden. Auch an der Gründungsstätte der Turnbewegung, in der Berliner Hasenheide, wurde am 10. August 1872 die Bildsäule F. L. Jahns enthüllt.

#### Eichen
- Jahneiche in der Hasenheide, Berlin Neukölln[50]
- Jahneiche (Stuttgart-Zuffenhausen)

#### Jahn als Namenspate (Auswahl)
Nach Jahn wurden Sportvereine benannt:
- TV Jahn Hiesfeld
- Jahn Czernowitz
- SSV Jahn Regensburg
- SpVgg Jahn Forchheim
- TS Jahn München
- TSV Jahn Calden
- TuS Jahn Hilfarth
- TuS Jahn Werdohl
- TV Jahn Delmenhorst
- TV Jahn-Rheine 1885
- TV Jahn Schneverdingen
- TV Jahn Wolfsburg
- TSV Jahn 1892 Würzburg
- TG Jahn Trösel

Sportstätten:
- Friedrich-Ludwig-Jahn-Sportpark in Berlin, Prenzlauer Berg
- Friedrich-Ludwig-Jahn-Stadion (Hoyerswerda)
- Jahnstadion (Hamm)
- Jahnstadion (Marl)
- Jahnstadion (Neuss)
- Jahnstadion (Rheine)
- Jahnstadion (Bottrop)
- Jahnstadion (Göttingen)
- Jahnstadion (Mönchengladbach)
- Jahnstadion (Neubrandenburg)
- Jahnstadion (Rheda-Wiedenbrück)
- Jahnstadion (Rosenheim)
- Jahnsportforum in Neubrandenburg
- Ludwig-Jahn-Stadion (Herford)
- Jahnkampfbahn in Hamburg
- Friedrich-Ludwig-Jahn-Sportstätte in Weinböhla

Schulen:
- Friedrich-Ludwig-Jahn-Gymnasium Greifswald
- Sportschule Potsdam „Friedrich Ludwig Jahn“

Nach Beschluss der Schulkonferenz und mit Zustimmung des Pankower Bezirksamts wurde 2015 die Turnvater-Jahn-Schule in Prenzlauer Berg in Bötzow-Grundschule umbenannt, unter anderem mit der Begründung, die Persönlichkeit Jahns werde „zwiespältig wahrgenommen“ und sei für Grundschulkinder „schwer vermittelbar“, wobei offenbar übersehen wurde, dass Teile der neuen Namensgeberfamilie überzeugte Nationalsozialisten waren.
Das Jahn-Bergturnfest auf dem Bückeberg im Landkreis Schaumburg (Niedersachsen), das Jahnturnfest in Freyburg (Sachsen-Anhalt) und die Jahnhöhle in Halle (Saale) sind ebenfalls nach Jahn benannt.
In zahlreichen deutschen Städten wurden Straßen nach Jahn benannt, beispielsweise in Halle und in Langenhagen an den früheren Sportanlagen. In Bielefeld erhielt der zentral gelegene Jahnplatz seinen Namen. Kritiker lehnen solche Ehrungen Jahns mit dem Verweis auf seine nationalistische und antisemitische Einstellung ab. In mehreren Städten existieren Initiativen, nach Jahn benannte Plätze umzubenennen. So gibt es in Graz (Steiermark) seit 2006 immer wieder Aktionen zur Umbenennung der Jahngasse bei der Landessportanstalt, wo auch ein Jahn-Denkmal steht. In Berlin tritt die Initiative „Sport ohne Turnväter“ für die Umbenennung des Jahnsportparks in Prenzlauer Berg ein. Dagegen steht in der öffentlichen Diskussion etwa die Auffassung des Soziologen und Sporthistorikers Sieghard Below, Jahns Nationalismus und „radikaler Franzosen- und Judenhass“ müsse als „Überreaktion seiner Zeit“ verstanden werden. Eine kritische Diskussion Jahns sei zwar wichtig, einen ideologischen „Bildersturm“ hält Below indes für unausgewogen. Letztlich sei Jahn als eine ambivalente historische Persönlichkeit vom preußisch-deutschen Kaiserreich über das NS-Regime bis hin zur DDR vereinnahmt worden. Aber auch in der Weimarer Republik wie auch in der Bundesrepublik Deutschland wurde Jahn als Namensgeber und Gedenkpersönlichkeit geehrt.
Seinen Namen trug auch ein Motorschulschiff der GST-Marineschule „August Lütgens“ in Greifswald-Wieck, die „F. L. Jahn“. Das ehemalige Fischereifahrzeug war als Ausbildungsschiff der Gesellschaft für Sport und Technik von 1958 bis 1972 im Hafen Greifswald-Wieck stationiert und wurde anschließend in den Stadthafen Rostock verlegt.
Am 27. April 2002 wurde der am 14. Oktober 1990 entdeckte Asteroid (30830) Jahn nach ihm benannt.
Am 31. Mai 2013 wurde Jahn in die Hall of Fame des deutschen Sports aufgenommen.

## Werke (Auswahl)
- Deutsches Volksthum. Niemann und Comp., Lübeck 1810. (Digitalisat)
- Runenblätter. Eichenberg, Frankfurt am Main 1814. (Digitalisat)
- [mit Ernst Eiselen:] Die Deutsche Turnkunst zur Einrichtung der Turnplätze. Selbstverlag, Berlin 1816. (Digitalisat)